# 曲毛柳
曲毛柳（学名：Salix plocotricha）为杨柳科柳属的植物，是中国的特有植物。分布于中国大陆的四川、甘肃、西藏等地，生长于海拔2,200米至2,500米的地区，多生在山区，目前尚未由人工引种栽培。